# Maria Stuart (Drama)

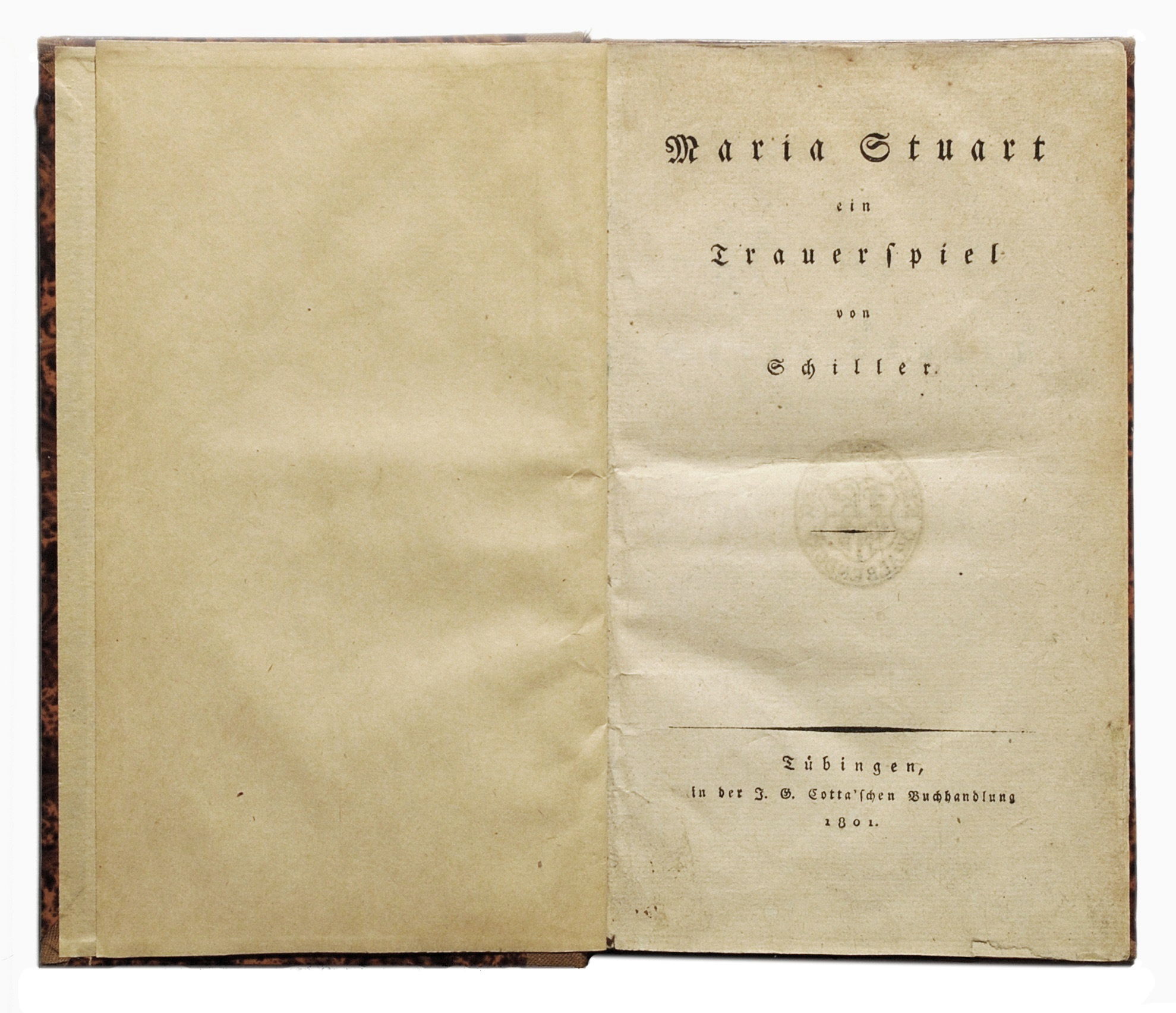
Titelblatt des Erstdruckes

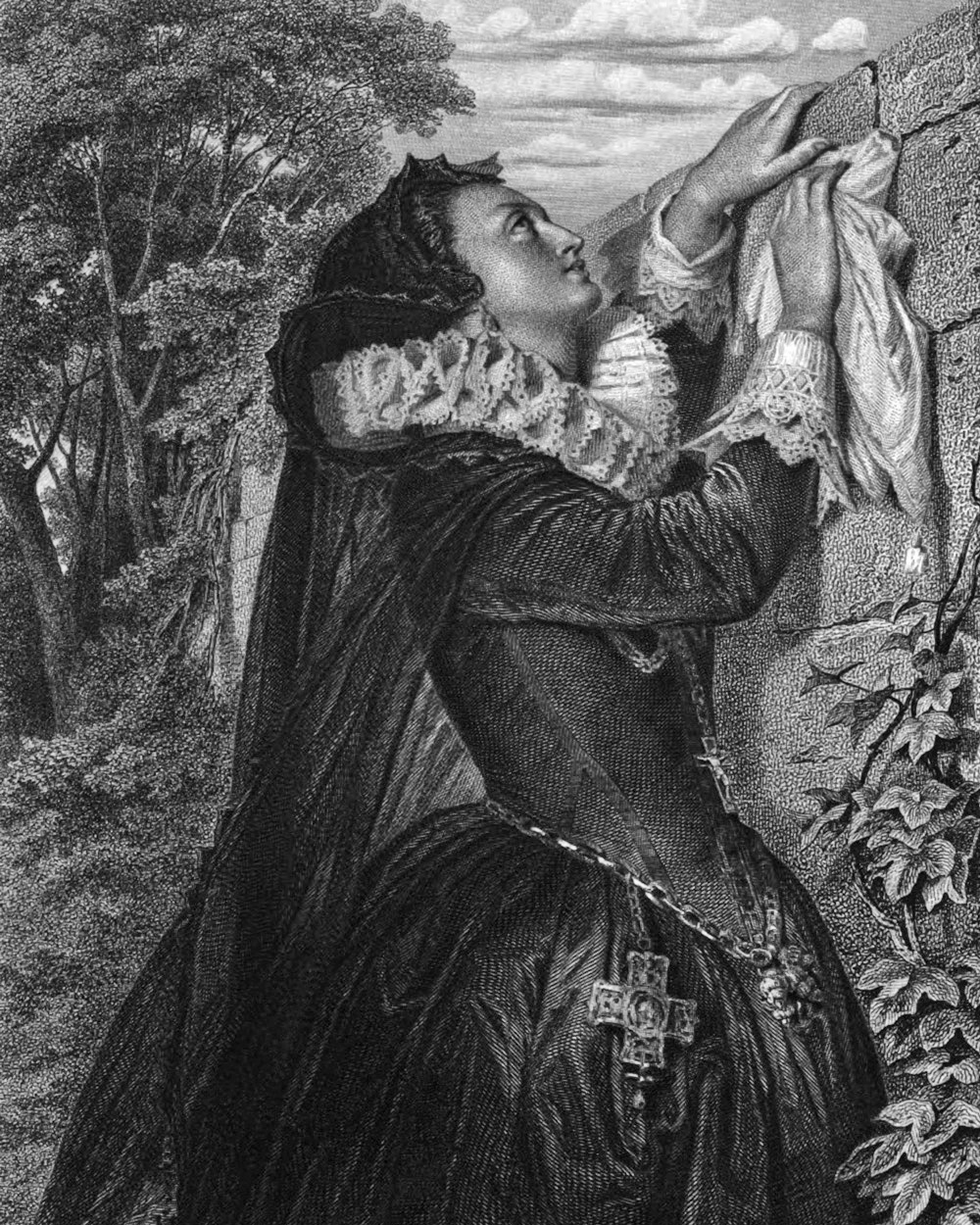
Maria Stuart nach einer Zeichnung von Arthur von Ramberg, Schiller-Galerie, 1859

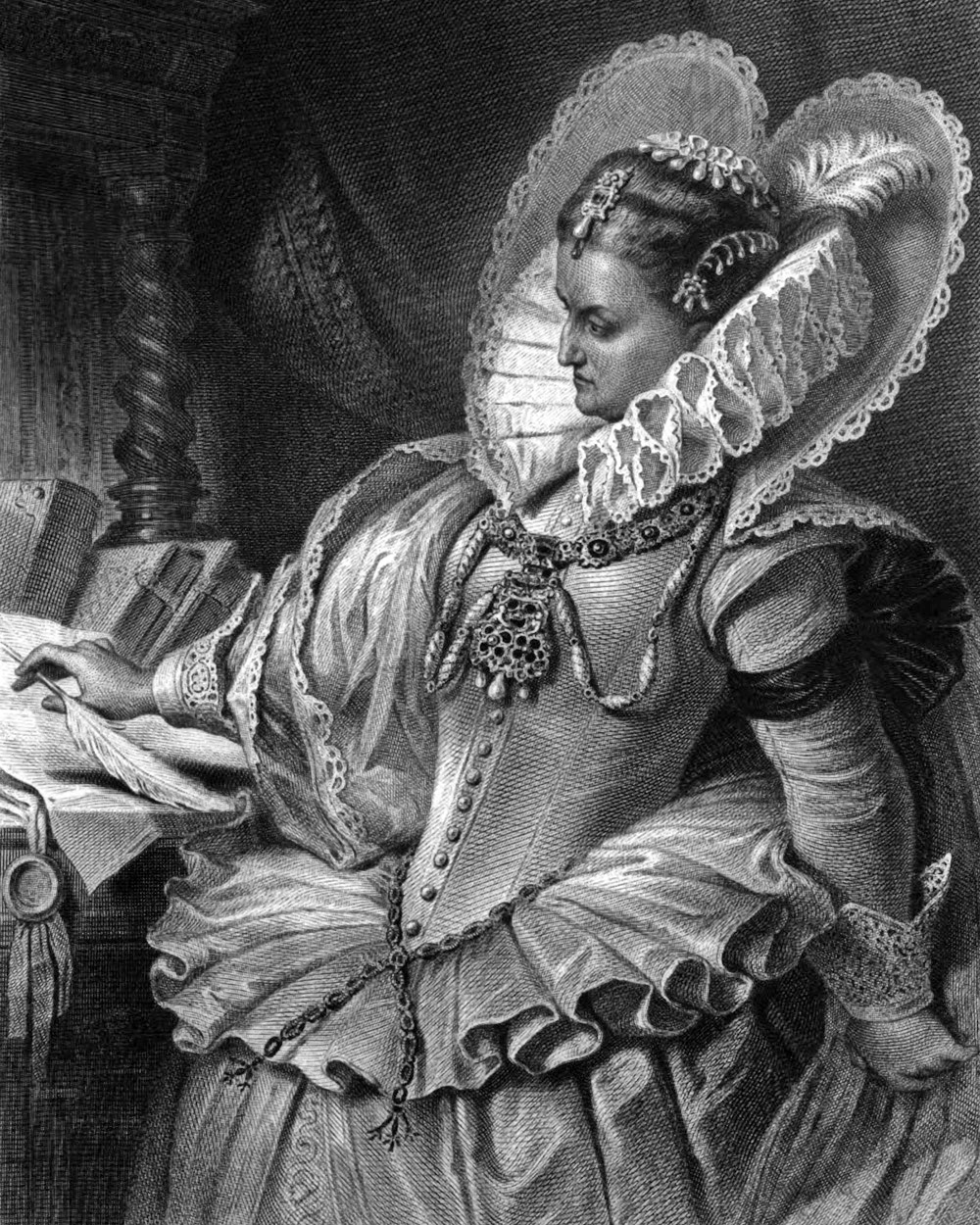
Königin Elisabeth nach einer Zeichnung von Arthur von Ramberg, 1859

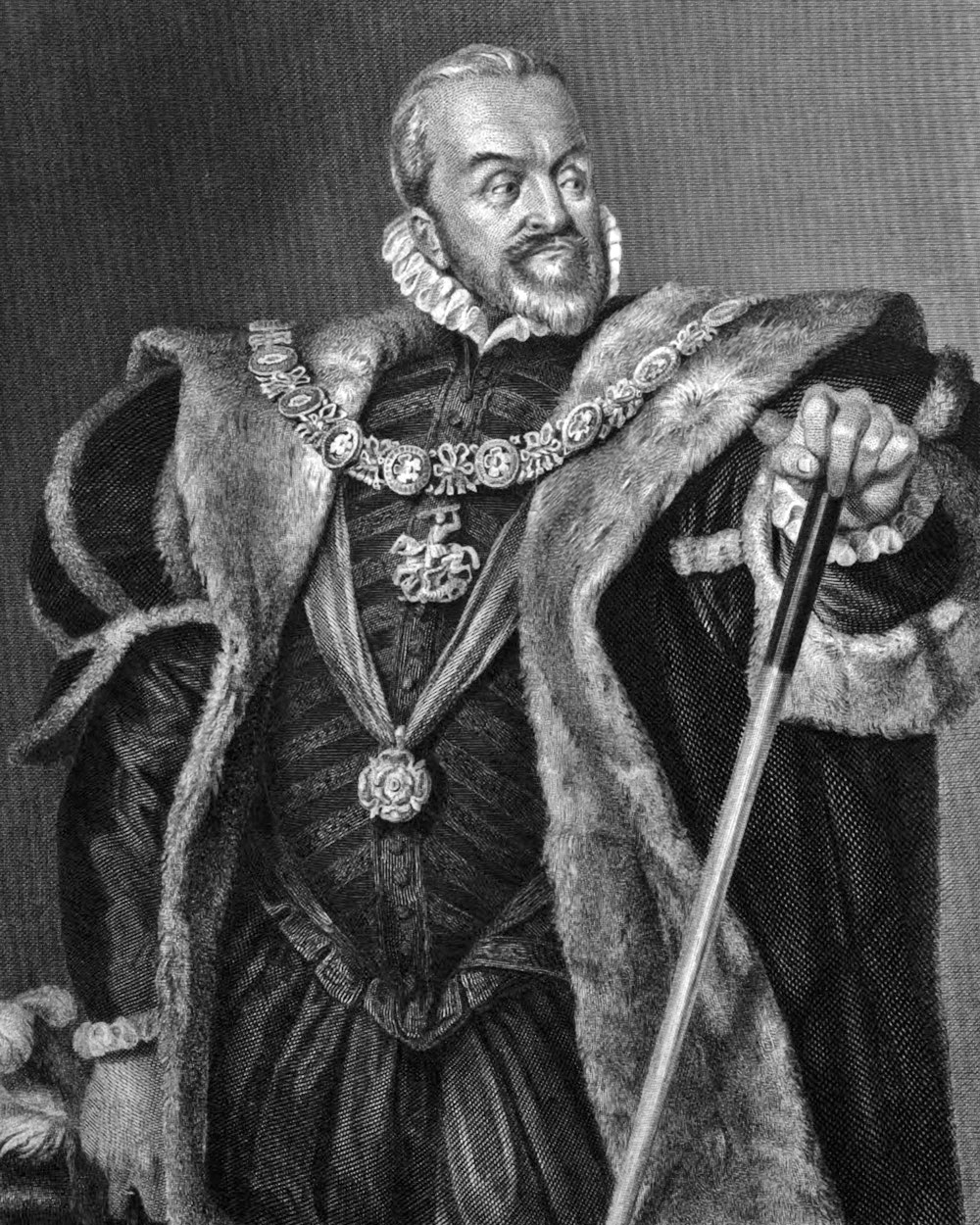
Burleigh nach einer Zeichnung von Arthur von Ramberg, 1859

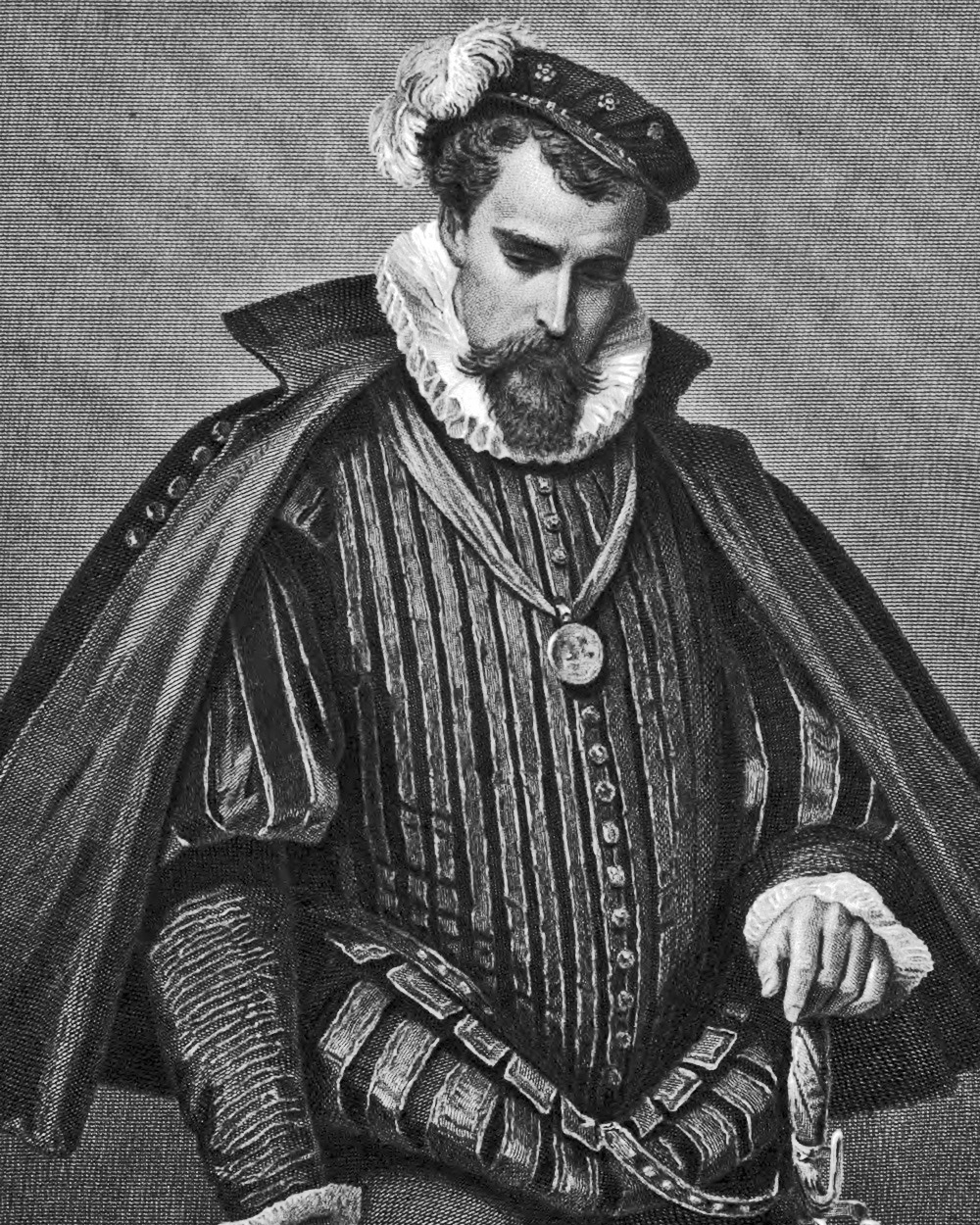
Leicester nach einer Zeichnung von Arthur von Ramberg, 1859

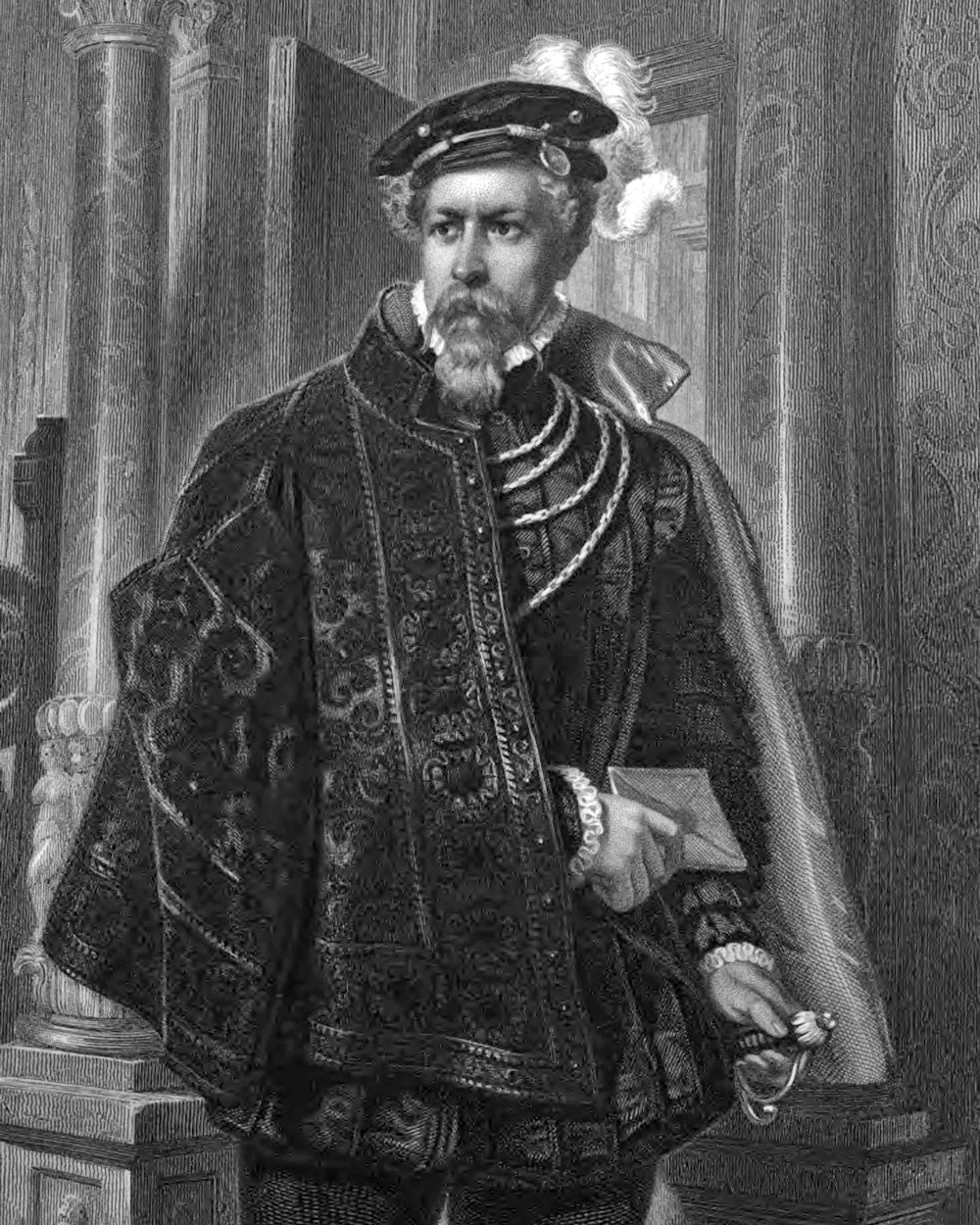
Mortimer nach einer Zeichnung von Arthur von Ramberg, 1859

Maria Stuart ist ein klassisches Drama von Friedrich Schiller. Das Trauerspiel in fünf Akten wurde am 14. Juni 1800 im Weimarer Hoftheater uraufgeführt mit Friederike Vohs in der Titelrolle. Eine Buchausgabe erschien im April 1801.
Erste Stoffrecherchen und Pläne Schillers sind bereits 1783 nachweisbar, jedoch griff er erst 1799 den Stoff endgültig auf.

## Inhalt
Im Jahre 1568 wird Maria Stuart, Königin von Schottland, wegen des Verdachtes auf Beihilfe bei der Ermordung ihres Gatten aus dem Land verjagt und flieht nach England. Sie erhofft sich Schutz bei Elisabeth I., der englischen Königin. Die aber muss um ihre Krone fürchten, da Maria selbst Ansprüche darauf hat. Deshalb lässt Elisabeth sie gefangen nehmen und in einem Schloss internieren. Die Handlung des Stücks setzt 19 Jahre später, drei Tage vor Marias Hinrichtung, ein.
Betört von Maria Stuarts Schönheit, hatten immer wieder junge Männer Versuche unternommen, die Schottin zu befreien. Auch der junge Mortimer möchte die Eingekerkerte retten. Einen Auftrag der Königin zum Mord an Stuart nimmt er nur zum Schein an. Er weiht den Grafen von Leicester in seinen Plan ein, der selbst Maria liebt und zugleich auch Elisabeths Liebhaber ist. In seinem Dilemma arrangiert dieser ein Treffen der Königinnen, bei dem Maria das Herz ihrer Rivalin rühren soll.
Als dieses zustande kommt, versucht Elisabeth jedoch, die flehende Maria nur noch tiefer zu demütigen. Sie wirft ihr Heuchelei vor und beschuldigt sie, all ihre Männer ins Jenseits befördert zu haben. Stolz bezichtigt Maria sie ebenfalls der Scheinheiligkeit: Trotz ihres übertriebenen Tugendgebarens (als „jungfräuliche Königin“) könne Elisabeth ihre niedere Herkunft nicht verschleiern. Leicesters Versöhnungsversuch hat also die beiden Rivalinnen noch unversöhnlicher entzweit.
Ein Mordanschlag auf Elisabeth scheitert und Mortimer ersticht sich. Maria kann er nicht retten. Um ihren Thron zu sichern, will die Königin Maria töten. Da sie die Schuld für Marias Tod jedoch nicht übernehmen und nicht den Verlust ihres guten Rufes riskieren will, unterzeichnet sie zwar das Urteil, schiebt aber den Vollstreckungsbefehl anderen zu. Maria Stuart wird dennoch hingerichtet. Elisabeth verliert alle ihre Berater.

## Handlung

### Erster Aufzug
Schloss zu Fotheringhay (Marias Gefängnis)
Erster Auftritt
Paulet dringt in das Zimmer der gefangenen Maria Stuart ein, um ihren Schmuck und Briefe zu beschlagnahmen, da diese seiner Meinung nach die Möglichkeit eröffnen, Verschwörer gegen die Herrschaft der protestantischen Elisabeth zu unterstützen. Hanna Kennedys Protest gegen diese schmähliche Behandlung der Geflohenen entgegnet er mit der Betonung der Gefährlichkeit der Königin, welche auch aus der Haft die „Fackel des Bürgerkrieges in das Reich zu schleudern“ (V. 65 f.) wisse und nun für ihre Sünden (vgl. V. 45, V. 62) geradestehen soll.
Zweiter Auftritt
Maria erscheint und bittet Paulet, Elisabeth ein Schreiben zu geben, in dem sie um eine persönliche Audienz bittet, da sie sich nur der an „Geschlecht und Rang“ Ebenbürtigen öffnen könne. Außerdem möchte sie kirchlichen Beistand und ihr Testament aufsetzen, denn nachdem sie vor einem Monat verhört worden sei, erwarte sie nun eine schnelle Verurteilung oder gar Hinrichtung.
Dritter Auftritt
Mortimer, Paulets Neffe, erscheint und lässt die reizvolle Maria auffällig unbeachtet. Paulet bemerkt zu Maria: „Lady, an dem ist eure Kunst verloren!“.(V. 261)
Vierter Auftritt
Im Gespräch mit Kennedy offenbart Maria, dass heute der Jahrestag der Ermordung ihres Mannes sei, an der sie mitgewirkt habe. Kennedy bringt zur Entschuldigung vor, dass ihr Ehemann Darnley nur durch Maria König geworden sei, sich dann aber nicht ordnungsgemäß verhalten habe. Sie habe die Tat nur im Wahnsinn, verführt von Bothwell, getan, den sie dann vor dem Parlament freisprechen habe lassen und geheiratet habe. England klage sie aber nicht deshalb, sondern nur aus machtpolitischen Gründen an.
Fünfter Auftritt
Mortimer erscheint bei Maria und schickt Kennedy weg, damit sie Wache vor der Tür hält.
Sechster Auftritt
Mortimer bekennt Maria, auf seinen Reisen glühender Katholik geworden zu sein. Der Onkel Marias, ein Bischof in Frankreich, nahm ihn in die katholische Kirche auf, und hier sah er auch Marias Bild, lernte ihr Elend kennen und wurde von ihrem rechtmäßigen Anspruch auf Englands Thron überzeugt, worüber er sich dann noch selbst weiter eine Meinung gebildet habe.
Er bringt auch die Nachricht, dass Maria schuldig gesprochen worden sei und Elisabeth die Hinrichtung nur noch hinausschiebe, um den Eindruck zu erwecken, vom Parlament dazu genötigt worden zu sein. Maria kann nicht glauben, dass Elisabeth das Königtum so schänden könnte, doch Mortimer versucht, sie zu einem Fluchtplan zu überreden. Maria verweist ihn allerdings an Graf Leicester, was Mortimer sehr erstaunt, sei dieser doch der „blutigste Verfolger“ Marias. Sie gibt ihm ihr Bild an Leicester mit.
Siebenter Auftritt
Burleigh erscheint, um den Richterspruch zu verkünden. Maria erkennt das Gericht nicht an, da die hochadligen Richter durch ihr Verhalten unter Heinrich VIII. kompromittiert seien. Außerdem hätten sie unter den letzten vier Regierungen den Glauben viermal geändert. Zudem seien Engländer und Schotten so lange zerstritten, dass sie nicht übereinander zu Gericht sitzen dürften, solange sie nicht unter einer Krone vereint seien, nämlich unter ihrer. Sie sei auf ein Gesetz hin zum Tod verurteilt, das man nur für sie geschaffen habe, und der Vorwurf der Verschwörung sei nicht bewiesen. Außerdem seien Verfahrensfehler gemacht worden, was Burleigh zugibt.
Letztlich wird klar, dass der Machtwille Elisabeths zu Marias Verurteilung geführt hat, nicht das Recht.
Achter Auftritt
Burleigh betont die Gerechtigkeit des Urteils, sieht aber auch klar, dass alle Welt darin ein Willkürurteil Elisabeths vermuten werde, denn „das Richtschwert, womit der Mann sich ziert, verhaßt ist's in der Frauen Hand. Die Welt glaubt nicht an die Gerechtigkeit des Weibes, sobald ein Weib das Opfer wird“.
Burleigh lässt durchblicken, dass deshalb eine Hinrichtung kritisch sei und es Elisabeth lieber sehe, wenn Maria durch Paulet schleichend vergiftet werde. Doch Paulet macht klar, dass er nicht einmal das Eindringen von Mördern dulden, geschweige denn selbst morden würde.

### Zweiter Aufzug
Palast zu Westminster
Erster Auftritt
Zwei Lords sprechen über die Heiratspläne Elisabeths mit dem französischen Thronfolger. Die Formulierung „keusche Festung der Schönheit“ steht hier als Metapher für Elisabeth, die bisher allen Heiratsplänen negativ gegenüberstand.
Zweiter Auftritt
Die französischen Gesandten wollen eine Heiratszusage von der Königin, doch diese wartet noch und lamentiert darüber, dass das Volk sie zur Heirat zwinge, sie aber kein Interesse daran habe, sich einem Mann zu unterwerfen und ihre Freiheit aufzugeben.
Als sie dennoch den Franzosen einen Ring mitgibt, bitten diese um Marias Begnadigung, doch Elisabeth lehnt ab.
Dritter Auftritt
Sie lässt ihre Berater rufen. Der Großschatzmeister Burleigh will die Königin überreden, Marias Hinrichtung zu befehlen, da Maria eine Gefahr für den Thron und die Freiheit Englands darstelle. Für ihn zählt nur die Staatsraison. Talbot dagegen rät zur Gnade, da ein Todesurteil einer Frau nicht angemessen und der Richterspruch nur ein Gefälligkeitsurteil gewesen sei. Sie unterliege nicht englischer Rechtsprechung; Elisabeth brauche sich nicht dem Wunsch des Volkes nach Marias Hinrichtung zu beugen. Maria sei schuldig, doch man müsse diese Schuld vor der Situation (Bürgerkrieg in Schottland) und ihrer Erziehung (in Frankreich) sehen, während Elisabeth im Elend gereift sei. Leicester warnt davor, aus Maria, von der keine Gefahr ausgehe, eine Märtyrerin zu machen. Vielmehr solle das Urteil vollstreckt werden, sobald ein neues Komplott von ihr ausgehe. Elisabeth hört sich die Argumente ihrer Berater an, legt sich aber nicht fest.
Vierter Auftritt
Mortimer erscheint und berichtet der Königin von seiner Reise, seine Rolle wird immer zwielichtiger. Paulet übergibt Marias Bitte um eine Audienz. Elisabeth ist sichtlich über den Brief gerührt und ihr kommen die Tränen. Burleigh rät ab, aber Leicester und vor allem Talbot, der über diese Entwicklung mehr als erfreut ist, raten zu. Man erkennt, dass Burleigh eigene Ziele verfolgt.
Fünfter Auftritt
Elisabeth schildert mit Mortimer allein noch einmal das Dilemma, mit Marias Tod zwar sicherer zu sein, aber vor der Welt in schlechtem Licht dazustehen. Sie bittet sehr indirekt und vorsichtig Mortimer um den Mord an Maria.
Sechster Auftritt
In einem Monolog wird Mortimers tatsächliche Absicht offensichtlich:
Er möchte Maria retten und hat den Mordauftrag gegen sie nur angenommen, um Zeit zu gewinnen. In Wahrheit hasst er Elisabeth und liebt stattdessen Maria.
Siebenter Auftritt
Paulet spricht Mortimer direkt auf das Gespräch mit der Königin an und sagt ihm auf den Kopf zu, sie habe ihn zum Mord überreden wollen. Sie werde ihm aber danach die Tat in die Schuhe schieben. Darauf kommt Leicester und will mit Mortimer sprechen.
Achter Auftritt
Leicester offenbart Mortimer seine Zuneigung für Maria. Er erzählt ihm, dass er sie eigentlich hätte heiraten sollen, sie aber dann verließ, weil er sich Hoffnungen auf Elisabeth machte, worauf Maria Darnley heiratete. Die angebahnte Ehe mit dem Dauphin verprellt nun Leicester und treibt ihn in Marias Arme zurück, die er nun angeblich liebt; gleichzeitig wird aber klar, dass sie ihm im Fall der Befreiung die Ehe versprochen hat. Als Mortimer ihm seine Befreiungspläne offenbart, macht Leicester aber einen gewaltigen Rückzieher, denn er denkt eher an eine diplomatische Befreiung. Mortimer will ihn zur gewaltsamen Aktion mit Hilfe seiner adligen Freunde überreden, selbst an eine Entführung der Königin denkt er.
Neunter Auftritt
Vor Elisabeth jammert Leicester wegen deren Ehe mit dem Franzosen. Sie stellt dies als Staatsraison hin, doch will sie auch wissen, ob Maria wirklich so schön sei. Leicester versucht sie zu überreden, sich selbst davon zu überzeugen, da er glaubt, dann könne das Urteil nicht mehr vollstreckt werden (Burleigh: „Das Urteil kann nicht mehr vollzogen werden, wenn sich die Königin ihr genahet hat, denn Gnade bringt die königliche Nähe.“). Elisabeth gibt nach, um Leicester, den sie durch die Heirat mit dem Franzosen enttäuschen muss, einen Gefallen zu tun. Auf einer Jagd will sie im Park vor Marias Gefängnis sich mit dieser wie zufällig treffen.

### Dritter Aufzug
Park vor Marias Gefängnis
Erster und Zweiter Auftritt
Maria bekommt unerwartet Ausgang (um das Treffen arrangieren zu können). Sie erfreut sich der unverhofften Freiheit im Park und genießt die Natur. Paulet eröffnet ihr die Aussicht, sie werde Elisabeth gleich sehen; Maria erblasst daraufhin.
Dritter Auftritt
Talbot ist vorausgeeilt und ermahnt Maria, sich unterwürfig zu zeigen, doch diese hat alle guten Vorsätze vergessen und ist hasserfüllt.
Vierter Auftritt
Beim Treffen gibt Maria der aggressiven Elisabeth zuerst in allem nach und versucht, sie milde zu stimmen, doch als Elisabeth auf ihre Jugendsünden zu sprechen kommt, kann sie sich nicht mehr zurückhalten und wirft ihr die Unrechtmäßigkeit ihres Königtums vor. Während Marias Position zu Beginn des Gesprächs noch niedriger angesiedelt ist als die von Elisabeth, gelingt es ihr im weiteren Verlauf argumentatorisch die Oberhand zu gewinnen. Sie deklassiert Elisabeth, indem sie sie als unmoralisch und unmenschlich entlarvt. Gerade zum Schluss fallen jedoch neben diesen Streitpunkten auch Sätze, deren Inhalte nur noch beleidigend sind. Marias Schicksal ist damit besiegelt.
Fünfter Auftritt
Vor Kennedy gibt Maria zu verstehen, dass sie gegen Elisabeth gesiegt hat und sie Elisabeth vor Leicesters Augen erniedrigt hat.
Sechster Auftritt
Mortimer (der das Gespräch der Königinnen belauschte) gesteht Maria seine Liebe und gibt ihr seinen Befreiungsplan bekannt, der die Ermordung seines Oheims beinhaltet. Maria ist entsetzt und will nichts davon wissen. Da drängen Bewaffnete in den Garten.
Siebenter Auftritt
Paulet bringt Mortimer die Kunde von der Ermordung Elisabeths.
Achter Auftritt
Während Mortimer noch in den Gedanken versunken ist und das eben Gehörte nicht glauben kann, stürzt ein Mitverschwörer namens Okelly herein und benachrichtigt Mortimer, dass einer der Verbündeten versucht habe, Elisabeth zu ermorden, was misslungen sei. Mortimer will aber nicht fliehen.

### Vierter Aufzug
Vorzimmer
Erster und Zweiter Auftritt
Aubespine, der französische Abgesandte, erscheint am Hof in Westminster, um sich nach Elisabeths Wohlergehen zu erkundigen. Dort erfährt er, dass ein „Franke“, ein „Papist“, verantwortlich sei. Burleigh bereitet den Befehl zur Hinrichtung Marias vor, bricht die diplomatischen Beziehungen zu Frankreich ab und weist Aubespine aus England.
Dritter Auftritt
Burleigh und Leicester geraten aneinander, da Leicester Burleigh vorwirft, in seiner Frankreich-Politik gescheitert zu sein, während Burleigh Leicester vorwirft, ein falsches Spiel mit Elisabeth getrieben zu haben.
Vierter Auftritt
Leicester – nun alleine – sieht ein, dass er von Burleigh durchschaut wurde. Mortimer bringt ihm die Nachricht, dass ein abgefangener Brief Marias an ihn entdeckt worden ist und sich nun in Burleighs Händen befindet. Mortimer will Leicester überzeugen, einen letzten Rettungsversuch für Maria zu unternehmen, doch Leicester versucht sich selbst zu retten, indem er Mortimer der Wache ausliefert. Dieser verrät ihn nicht, sondern entzieht sich der Gefangennahme, indem er Selbstmord begeht.
Zimmer der Königin
Fünfter Auftritt
Burleigh zeigt Elisabeth, die noch von der Demütigung Marias aufgebracht ist, Marias Brief an Leicester. Sie befiehlt den Tod Marias und will Leicester in den Tower werfen lassen, wird aber dann unsicher, ob sich dieser nicht doch rechtfertigen könnte, als dieser naht.
Sechster Auftritt
Leicester erscheint unangemeldet und unerlaubt. Er weist alle Vorwürfe von sich und stellt sich als eigentlichen Retter von Elisabeth dar.
Vor der Königin kann sich Leicester darauf hinausreden, den Kontakt zu Maria nur hergestellt zu haben, um ihre Pläne aufzudecken, was schließlich zur Entlarvung der Befreiungsaktion geführt habe. Er stimmt nun selbst für Marias Tod und bekommt von der weiter misstrauischen Elisabeth den Auftrag zu dessen Ausführung.
Siebenter bis Neunter Auftritt
Das Volk drängt auf das Todesurteil, Elisabeth fürchtet weiter um ihren Ruf und sieht sich unfähig zum Todesurteil. Auch Talbot rät ab, denn „welch Haupt steht fest, wenn dieses heil'ge fiel!“; Burleigh drängt zur Härte.
Zehnter Auftritt
In einem Monolog offenbart Elisabeth ihre ganze Frustration und verfällt in Selbstmitleid. Beispielsweise sei sie ein Sklave des Volkes, müsse sich Legitimitätsproblemen stellen (hat viele politische Gegner in Europa, der Papst hat sie exkommuniziert usw.) und benennt Maria Stuart als Ursache ihres ganzen Übels. Durch die Erinnerung an das vernichtende Gespräch und ihren Hass auf Maria unterschreibt sie voller Wut das Todesurteil. Dennoch ist sie erschrocken über ihre Tat.
Elfter Auftritt
Sie übergibt ihrem Staatssekretär Davison das Urteil und versucht, ihm die Verantwortung dafür aufzuhalsen, wogegen sich dieser heftig sträubt. Am Ende ist nichts klar ausgesprochen.
Zwölfter Auftritt
Davison zögert, doch Burleigh entreißt ihm die Urkunde und entfernt sich schnell.

### Fünfter Aufzug
Gefängnis
Erster Auftritt
Kennedy erzählt Marias Haushofmeister Melvil von der letzten Nacht, in der man Maria das Todesurteil brachte. Das Klopfen, das sie hört und als Zeichen der Befreiung durch Mortimer interpretiert, ist das Geräusch, das bei der Errichtung des Schafotts entsteht.
Zweiter bis Fünfter Auftritt
Die Bediensteten unterhalten sich über Marias Verfassung und die Vorbereitungen zur Hinrichtung.
Sechster Auftritt
Maria verteilt Gaben an ihre Diener und nimmt Abschied.
Siebenter Auftritt
Als Maria Melvil von ihrer Glaubensnot berichtet, offenbart ihr dieser überraschend, vom Papst die Priesterweihen empfangen zu haben. Maria beichtet beim Abendmahl mit Priester Melvil drei Sünden. Als erstes beichtet sie ihren Hass auf Elisabeth und verzeiht ihr sogleich. Danach kommt sie auf ihr Verhältnis zu Leicester zu sprechen und bereut ihre Gefühle, verzeiht aber auch ihm. Schließlich beichtet sie als Drittes ihre Beteiligung am Mord ihres Gatten. Melvil wirft ihr dennoch vor, Meuchelmörder und Verschwörungen gegen Elisabeth organisiert zu haben. Dies streitet Maria ab und beweist das Gegenteil, indem sie aussagt, ihre Schreiber haben ihre diktierten Briefe gefälscht, um sie der Hinrichtung näher zu führen.
Achter Auftritt
Vor Burleigh, Leicester und Paulet eröffnet sie ihre letzten Wünsche und verzeiht Elisabeth.
Neunter Auftritt
Mit Mühe kann sie von Burleigh erreichen, dass Kennedy sie aufs Schafott begleitet. Außerdem wirft Maria Leicester vor, ihre zärtliche Liebe zu ihm für den Stolz Elisabeths verraten zu haben. Ihre Sätze klingen scheinbar ohne Wut oder Hass, sind aber sehr zynisch formuliert. Sie macht deutlich, von Leicester äußerst enttäuscht zu sein, und wünscht ihm: „Lebt wohl, und wenn ihr könnt, lebt beglückt.“
Zehnter Auftritt
In einem Monolog bekennt Leicester sich zur Schandtat. Darin wird man auch indirekter Zeuge der Hinrichtung. Maria geht gefasst und mit sich selbst im Reinen in den Tod.
Vorzimmer
Elfter und Zwölfter Auftritt
Elisabeth wartet gespannt auf eine Nachricht, aber weder Burleigh noch Leicester erscheinen.
Dreizehnter Auftritt
Talbot tritt auf und verkündet, dass er noch einmal im Tower gewesen sei und dort vom falschen Zeugnis von Marias Diener Kurl erfahren habe. Der habe das, als er bemerkte, dass er mit seiner Falschaussage für Marias Tod verantwortlich ist, fürs Volk vernehmlich durchs Fenster gebrüllt. Elisabeth ordnet eine neue Untersuchung an und macht sich selbst vor, dafür sei „noch Zeit“, wohl wissend, dass Maria bereits tot ist.
Vierzehnter Auftritt
Folgerichtig beruft sie sich nun darauf, Davison nicht befohlen zu haben, das unterschriebene Todesurteil weiterzugeben.
Letzter Auftritt
Elisabeth lässt Davison in den Tower werfen und verbannt Burleigh, dafür macht sie Talbot zum persönlichen Berater. Dieser lehnt ab. Darauf ruft sie nach Leicester, der aber nach Frankreich abgereist ist.

## Wichtige Personen

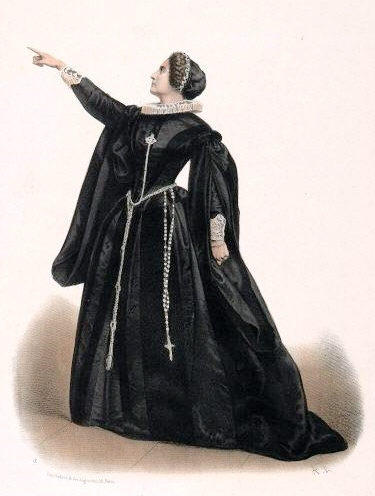
Die italienische Schauspielerin Adelaide Ristori (1822–1906) als Maria Stuart

Elisabeth ist als englische Königin mit nicht unanfechtbarer Legitimation in einer problematischen Situation. Lässt sie Maria am Leben, könnte diese ihr den Thron streitig machen, stimmt sie der Hinrichtung zu, fürchtet sie, als grausame Herrscherin dazustehen. Das Dilemma, nie auf ihre Gefühle hören zu dürfen, sondern immer als öffentliche Person agieren zu müssen, ist das Grundproblem, das Schiller an ihr darstellt. Besonders betont wird dies dadurch, dass an sie als Frau eigentlich ganz andere Rollenerwartungen gestellt werden. Der Preis für die Macht ist ein nicht zu heilender Riss durch die Persönlichkeit.
Maria ist nach der von ihr initiierten Ermordung ihres Mannes und der Heirat des Mörders vor der Rache des schottischen Volkes nach England zu ihrer Verwandten Elisabeth geflohen, die sie aber aus Sorge um nicht ganz unberechtigte Thronansprüche der Stuart-Königin in Gefangenschaft setzen lässt. Maria initiiert zuerst verschiedene Befreiungsversuche, die allesamt fehlschlagen. Nachdem ihre Hinrichtung unausweichlich ist, findet sie sich in ihr Schicksal und akzeptiert ihren Tod als gerechte Sühne für die Mithilfe beim Mord an ihrem Ehemann. An ihr demonstriert Schiller die drei Entwicklungsstufen des Menschen, die er im 24. der Ästhetischen Briefe anspricht:

„Es lassen sich also drei verschiedene Momente oder Stufen der Entwicklung unterscheiden, die sowohl der einzelne Mensch als die ganze Gattung notwendig und in einer bestimmten Ordnung durchlaufen müssen, wenn sie den ganzen Kreis ihrer Bestimmungen erfüllen sollen. […] Der Mensch in seinem physischen Zustand erleidet bloß die Macht der Natur; er entledigt sich dieser Macht in dem ästhetischen Zustand, und er beherrscht sie in dem moralischen Zustand.“

Wilhelm Cecil, Baron von Burleigh, der Großschatzmeister und Berater Elisabeths, vertritt konsequent die Interessen des Staates und seiner Königin. Die Frage der Rechtmäßigkeit der Hinrichtung stellt sich für ihn nicht, für ihn zählt allein die Staatsräson. Und vor der Gefahr der Rekatholisierung Englands und eines Bürgerkrieges plädiert er für die Todesstrafe. Er ist ein typischer Machiavellist.
Georg Talbot, Graf von Shrewsbury, ist der zweite wichtige Berater der Königin. Er repräsentiert am ehesten den Standpunkt Schillers. Er ist human, in seiner Positionierung überlegt und ausgewogen sowie gerecht. Allerdings bleibt sein Einfluss gering, da er den Ausgleich zwischen Staatsinteressen und individuellem Wohl im Auge hat. Elisabeth erkennt das: „Ich ziehe die Räte vor, die meine Wohlfahrt lieben“ (2. Aufzug/3. Auftritt).
Robert Dudley, Graf von Leicester, der dritte Berater der Königin, ist reiner Opportunist, den nur sein eigenes Wohlergehen interessiert. Er hält sich alle Optionen offen und ist genauso bereit, Elisabeth zu heiraten wie Maria. Er ist am ehesten der Typus des Adligen, der seit der Aufklärung besonders im Bürgerlichen Trauerspiel in der Kritik der bürgerlichen Autoren steht. Er ist intrigant, eine moralische Grundlage für seine Entscheidungen gibt es nicht.
Mortimer, der Neffe von Marias Aufseher Paulet, ist die einzige erfundene Hauptfigur des Dramas. Er bringt das sogenannte „erregende Moment“ in das Drama, denn mit seinem Erscheinen gibt es plötzlich die Option der Befreiung für Maria. Er repräsentiert das Katholisch-Sinnenfreudige und kontrastiert so Elisabeth. In seiner emotionalen Art, fern von Intrige oder politischem Kalkül, ist er auch eine Kontrastfigur zum zögerlich-berechnenden Leicester. Er opfert sich für seine Ideen und ist immer ganz er selbst, die Spaltung von Sein und Schein existiert für ihn nicht.
Amias Paulet, Ritter und Hüter der Maria, ist ein Biedermann. Er ist politisch und religiös zuverlässig und äußerst korrekt. Paulet lässt sich nicht dazu missbrauchen, den Tod Marias im Gefängnis herbeizuführen. Er gibt sogar im Beisein Marias Burleigh gegenüber zu bedenken, dass im „Rechtsstreit […] Unziemlichkeiten vorgegangen“ (915 und 985) seien. Paulet bewacht Maria streng; aber er ist ihr auch gefällig, den Brief, in dem sie Elisabeth um eine Unterredung bittet, an die richtige Adresse zu leiten: „[…] was sich verträgt mit meiner Pflicht, mag ich gern erweisen“ (1506 f.). Maria weiß dies zu würdigen und nimmt in der Todesstunde respektvoll Abschied von ihrem Wärter.

## Interpretation
Für dieses Werk der Weimarer Klassik muss man Schillers ästhetische Schriften für die Interpretation heranziehen, besonders Über die ästhetische Erziehung des Menschen. Ausgangspunkt seiner Gedanken ist die Enttäuschung über den Umschlag der Französischen Revolution in die Schreckensherrschaft. Damit stellte sich für Schiller die Frage, was der Anlass für diesen Umschlag war und wie ein vernünftiger bürgerlicher Staat den dekadenten Feudalstaat ablösen kann, ohne dass Europa „in Barbarei und Knechtschaft zurückgeschleudert“ wird.

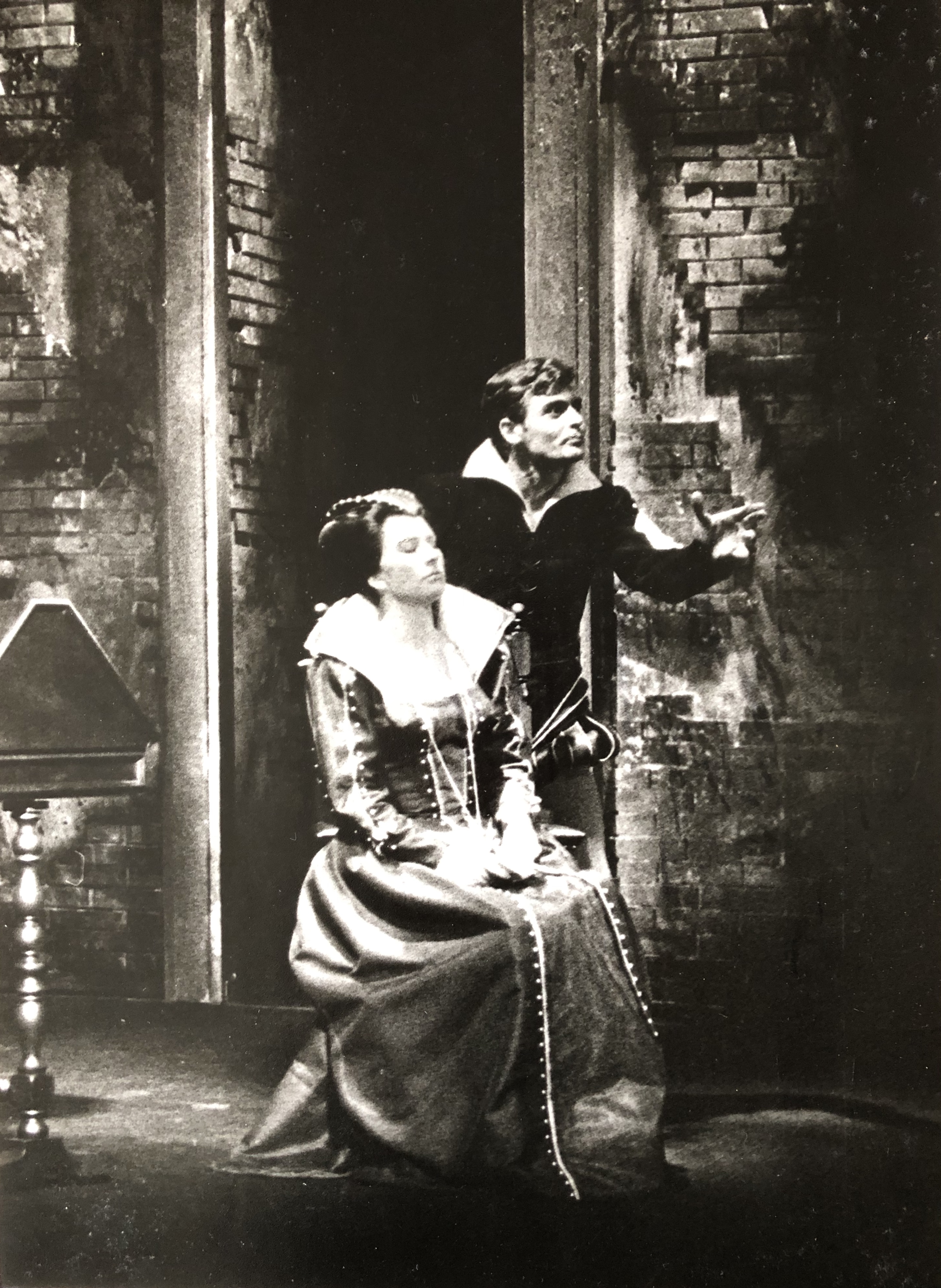
Szenenbild, 1962,
Foto: Fred Erismann

Bei der Frage nach dem Anlass ging er von einer Zerrissenheit des Menschen in Sinne und Geist, dem Verlust der Totalität aus. Winckelmann folgend habe zwischen diesen bei den Griechen noch Harmonie geherrscht. Mit dem Untergang der hellenischen Kultur sei diese Einheit zerbrochen und die Teile nur noch getrennt in den Individuen vorhanden. Auch der Staat könne das nicht ändern, da er gerade auf diese Individualität baut. In der Folge gibt es nur eine Instanz für die Besserung der Menschheit durch die Wiedergewinnung der Harmonie – die Kunst. Denn die ästhetische Sphäre ist die der Vermittlung zwischen Vernunft und Sinnlichkeit, an anderer Stelle nennt er den „Spieltrieb“ den Vermittler zwischen „Formtrieb“ und „Stofftrieb“.
Der Beweis Schillers ist, dass die meisten Menschen reiner Vernunft nicht zugänglich sind, da sie „durch Empfindungen zum Handeln bestimmt“ sind. Deshalb müsse „der Weg zum Kopf […] durch das Herz geöffnet werden“.
Der Übergang von einem Staat zum anderen findet evolutionär statt: Der Mensch wird solange ästhetisch gebildet, bis die Gesellschaft die alte Schale einfach abwirft. Umgekehrt aber wird deutlich, dass das rein politisch ausgerichtete und handelnde Individuum das Problem nicht lösen kann: der öffentliche Mensch kann seine Moral nicht entwickeln, sondern scheitert und wird unmoralisch, wenn sein Handeln nicht authentisch ist. Und authentisch kann es nur sein, wenn das Individuum zu seiner Totalität zurückgefunden hat.
Elisabeth ist die typische Vertreterin des nicht authentischen Menschen. Sie kann als Frau und öffentliche Person nicht zu ihrer Totalität finden, sie ist gezwungen, ein Leben im Schein zu leben. Dafür muss sie jedem persönlichen Glück entsagen. Obwohl sie dauernd von Freiheit spricht, ist sie abhängig vom Willen des Volkes, den Anforderungen des Königtums und den Rollenerwartungen, die an sie als weibliche Monarchin gestellt werden.
Maria findet zu einem selbstbestimmten Leben, nachdem sie alle Fesseln bis hin zur Todesangst abgeworfen hat. Sie kann ihre Moralität und Totalität aber nur durch den Rückzug in die Innerlichkeit bewahren. Im öffentlichen Bereich, in der Politik, unterliegt sie den alten Mächten der adligen Hofgesellschaft. Sie hat eine eigene Vorstellung vom politischen Menschen: Die Freiheit des Individuums muss mit den Bedürfnissen aller nach vernünftigen Prinzipien zur Übereinstimmung gebracht werden.

## Adaptionen

### Opern
Gaetano Donizettis Oper Maria Stuarda von 1835 beruht stark auf Schillers Stück.

### Verfilmungen
- D 1986: Maria Stuart; Regie: Heinz Schirk, Fernsehfilm des BR[2]
- D 2016: Maria Stuart; Regie: Cornelia Köhler, Schulfilm, DVD[3]

### Hörspiele
- 1925: Nur dritter Akt; Produktion: Süddeutsche Rundfunk AG – Regie: Karl Köstlin
  - Sprecher: Elsa Pfeiffer, Margarete Petri, Hedwig Kuhn, Ernst Stockinger, Georg Ott, Alarich Borax u. a.

- 1925: Produktion: Nordische Rundfunk AG – Regie: Hermann Beyer
  - Sprecher: Eugenie May, Hilde Knoth, Carl Blankenstein, Karl Pündter, Otto Eppens, Karl Schwerdt, Ernst Pündter, Paul Ellmar u. a.

- 1926: Produktion: Funk-Stunde Berlin, Sendespielbühne – Abteilung: Schauspiel – Regie: Alfred Braun
  - Sprecher: Agnes Straub, Maria Fein, Leo Reuss, Max Landa, Walter Franck, Paul Bildt u. a.

- 1927: Produktion: Nordische Rundfunk AG – Regie: Hans Bodenstedt
  - Sprecher: Käte Wittenberg, Irene Triesch, Hermann Beyer, Karl Pündter, Arthur Wehrlin, Artur Holz, Franz Schönfeld, Robert Bürkner, Max Berges u. a.

- 1927: Produktion: Süddeutsche Rundfunk AG – Regie: Karl Köstlin
  - Sprecher: Elsa Pfeiffer, Emmy Sonnemann, Carl Struve, Theodor Brandt, Ernst Stockinger, Georg Ott, Karl Köstlin u. a.

- 1927: Produktion: Südwestdeutscher Rundfunkdienst AG – Regie: N. N.
  - Sprecher: N. N.

- 1947: Nur 3. Teil: 3. Akt: Gartenszene; Produktion: Radio Bremen – Regie: Nicht bekannt
  - Sprecher: Nicht bekannt

- 1954: Produktion: Bayerischer Rundfunk – Regie: Walter Ohm
  - Sprecher: Paula Wessely, Attila Hörbiger, Edith Heerdegen, Lina Carstens, Paul Hoffmann, Peter Arens, Erich Ponto u. a.

- 1955: Produktion: Nordwestdeutscher Rundfunk, Hamburg – Regie: Gustav Burmester
  - Sprecher: Maria Becker, Gisela von Collande, Paul Hoffmann, Eduard Marks, Bernhard Minetti, Werner Dahms, Josef Dahmen u. a.

- 1959: Produktion: Norddeutscher Rundfunk – Regie: Egon Monk
  - Sprecher: Luitgard Im, Marianne Hoppe, Kurt Meisel, Albert Johannes, Ernst Schröder, Hans Hessling u. a.

- 1980: Produktion: Rundfunk der DDR – Bearbeitung und Regie: Werner Grunow
  - Sprecher: Gabriele Heinz, Renate Richter, Dietrich Körner, Otto Mellies, Herwart Grosse, Ekkehard Schall u. a.
- 1981: Produktion: ORF – Bearbeitung und Regie: Gert Westphal
  - Sprecher: Sonja Sutter, Christiane Hörbiger, Karl Michael Vogler, Paul Hoffmann, Will Quadflieg, Friedrich Schwardtmann u. a.

### Schulausgaben
- Friedrich Schiller: Maria Stuart. Trauerspiel in fünf Aufzügen. Mit einem Kommentar von Wilhelm Große. Frankfurt am Main: Suhrkamp 2004 (BasisBibliothek 54). ISBN 3-518-18853-4.
- Friedrich Schiller. Maria Stuart. Ein Trauerspiel. Reclam XL. Text und Kontext. Herausgegeben von Wolf Dieter Hellberg. Philipp Reclam jun. Stuttgart 2014. ISBN 978-3-15-019227-6.

### Sekundärliteratur
- Franz-Josef Deiters: 'Vergönnet mir noch einmal/Der Erde Glanz auf meinem Weg zum Himmel'. Die Entweltlichung der Geschichte II: Friedrich Schillers Maria Stuart. In: Ders.: Die Entweltlichung der Bühne. Zur Mediologie des Theaters der klassischen Episteme. Berlin: Erich Schmidt Verlag, 2015, S. 139–171. ISBN 978-3-503-16517-9.
- Ulrich Kittstein: Eine Doppeltragödie: Maria Stuart. In: ders.: Das Wagnis der Freiheit. Schillers Dramen in ihrer Epoche. Wissenschaftliche Buchgesellschaft, Darmstadt 2023, S. 386–412. ISBN 978-3-534-30010-5.
- Reinhard Leipert: Friedrich Schiller: Maria Stuart. Interpretationen, Oldenbourg, München 2000, ISBN 978-3-637-01443-5.
- Barbara Neymeyr: Macht, Recht und Schuld. Konfliktdramaturgie und Absolutismuskritik in Schillers Maria Stuart. In: Schiller. Werk-Interpretationen. Hrsg. von Günter Saße. Heidelberg: Universitätsverlag Winter 2005. S. 105–136. ISBN 978-3-8253-5037-6.
- Karl S. Guthke: Maria Stuart. In: Schiller-Handbuch, hg. von Helmut Koopmann. 2., durchgesehene und aktualisierte Auflage. Stuttgart: Kröner 2011, S. 438–466 [mit Literaturhinweisen]. ISBN 978-3-534-24548-2.
- Chenxi Tang: Theatralische Inszenierung der Weltordnung. Völkerrecht, Zeremonialwissenschaft und Schillers 'Maria Stuart'. In: Jahrbuch der Deutschen Schillergesellschaft 55 (2011), S. 142–168.
- Philippe Wellnitz: Die 'weibliche Natur' in 'Maria Stuart'. 'Ein gebrechlich Wesen ist das Weib'. In: Schillers Natur, Leben, Denken und literarisches Schaffen, hg. v. Georg Braungart/Bernhard Greiner. Hamburg: Meiner Verlag, 2005, S. 245–254.
- Rüdiger Zymner: Friedrich Schiller. Dramen. Berlin: Erich Schmidt Verlag, 2002.